# Stará Lehota
Stará Lehota (deutsch Altlehota – älter auch Althau, ungarisch Szentmiklósvölgye – bis 1907 Ólehota) ist eine Gemeinde in der Westslowakei.
Der Ort wurde 1348 zum ersten Mal genannt und liegt zirka 20 Kilometer südöstlich der Stadt Nové Mesto nad Váhom im Gebirge Inowetz.

## Bevölkerung
| Jahr                | 1994 | 2004     | 2014     | 2024     |
| ------------------- | ---- | -------- | -------- | -------- |
| Anzahl der Personen | 294  | 263      | 215      | 176      |
| Unterschied         |      | −10,54 % | −18,25 % | −18,13 % |

| Jahr                | 2023 | 2024    |
| ------------------- | ---- | ------- |
| Anzahl der Personen | 177  | 176     |
| Unterschied         |      | −0,56 % |